# Diose

Glycolaldehyd

Eine Diose ist ein Monosaccharid mit zwei Kohlenstoffatomen. Die allgemeine Summenformel für eine unmodifizierte Diose lautet: (C·H2O)2.
Die Monosaccharide werden in Unterklassen unterteilt, die durch ihre Anzahl der Kohlenstoffatome im Molekül bestimmt werden. Eine Unterklasse enthält eine Diose. Die einzig mögliche Verbindung ist der Glycolaldehyd (2-Hydroxyethanal). Er gehört zur Stoffgruppe der Aldosen; eine entsprechende Ketose ist strukturell nicht möglich, da hierfür mindestens drei Kohlenstoffatome erforderlich sind (Dihydroxyaceton). Bei den anderen Unterklassen verfügen die Monosaccharide über mehr als zwei Kohlenstoffatome.